# Ан-Нуман I
Ан-Нуман I (полное имя — Ан-Нуман ибн Имру-ль-Кайс; также известен как Нуман Одноглазый, Нуман Паломник и Нааман I; IV—V века) — царь государства Лахмидов в 399—428/429 годах.

## Биография
Ан-Нуман I был сыном царя Имру-ль-Кайса II. После смерти отца он получил власть над государством Лахмидов со столицей в Хире. Персидские, греческие и арабские исторические источники описывают ан-Нумана I как чрезвычайно воинственного и жестокого к врагам правителя, а также как отличного воина, умевшего проникать вглубь вражеских владений. Ан-Нуман традиционно признавал над собой верховную власть правителей Сасанидского Ирана и до конца жизни был их верным последователем.
Для сасанидского шахиншаха Йездегерда I по повелению ан-Нумана I византийский архитектор Синнимар построил дворец аль-Хаварнак, прекрасное здание, окружённое чудесным садом. Ещё один дворец, Садир, был построен около Хиры как загородная резиденция Лахмидов. Оба здания и долгое время спустя считались арабами равными семи чудесам света.
Во дворце Хаварнак своё детство провёл один из трёх сыновей Йездегерда I, Бахрам, отданный отцом на воспитание царю лахмидов. Вероятно, непосредственным наставником будущего шаха был сын ан-Нумана I аль-Мунзир I.
Арабский историк X века Мухаммад ат-Табари писал, что ан-Нуман I по повелению Йездегерда I воевал с Византией. Для осуществления похода шах передал под командование царя один из отрядов своих воинов, и с тех пор повелось, что армия правителя лахмидов состояла из двух частей: арабской и персидской.
Греческие и арабские исторические источники сообщают, что ан-Нуман I симпатизировал христианам. Феодорит Кирский писал, что в начале V века многие из арабов приняли христианство, отказавшись от своих прежних языческих верований. В написанном в 473 году житии святого Симеона Столпника передаётся рассказ о том, как ан-Нуман I пришёл к вере во Христа. Со слов дукса Дамаска Антиоха, сына Сабина, сообщается, что ан-Нуман рассказал Антиоху при личной встрече, что он сначала под угрозой смерти запретил своим людям исповедовать христианство, так как боялся, что те переметнутся на сторону византийцев и свергнут его. Однако после чудесного явления к нему во сне святого Симеона Столпника он сам стал сторонником «греческой веры» и даже, по словам ан-Нумана, крестился бы, если бы не служил Сасанидам. Известно, что в аль-Хире во время ан-Нумана I было несколько христианских церквей, одна из которых была построена по повелению супруги правителя лахмидов, царицы Хинд. Позднейшие предания сообщают, что ан-Нуман лично посещал Симеона Столпника, а Мухаммад ат-Табари даже писал, что царь отрёкся от престола и удалился «служить Богу», за что и получил своё прозвище «Паломник».
Преемником Ан-Нумана I на престоле Лахмидов стал его сын от гассанидской принцессы Хинд аль-Мунзир I.